# Скрипка Володимир Едуардович
Володимир Едуардович Скрипка нар. 15 листопада 1974, Миколаїв) — український футболіст, що грав на позиції нападника і захисника. Відомий за виступами в українських футбольних клубах різних ліг, у тому числі у складі сімферопольської «Таврії» у вищій українській лізі.

## Клубна кар'єра
Володимир Скрипка народився у Миколаєві, де й він розпочав займатися футболом у місцевій ДЮСШ при футбольному клубі «Суднобудівник». Розпочав виступи на футбольних полях з 1992 року, спочатку в аматорських клубах «Колос» із Новокрасного і СКЧФ із Севастополя. У 1995 році Володимир Скрипка дебютував у вищій українській лізі в складі сімферопольської «Таврії», проте зіграв у її складі лише 2 матчі. Наступного року футболіст грав у складі команди другої ліги «Динамо» з Сак, де, щоправда, зіграв тільки 10 матчів. Надалі протягом 3 років Скрипка грав у складі аматорської команди «Колос» із села Степове, який був на той час лідером чемпіонату Миколаївської області. У цій команді його помітив головний тренер найсильнішого клубу області МФК «Миколаїв», який на той час виступав у першій лізі, Михайло Калита, який і запросив його до своєї команди. У команді зі свого рідного міста футболіст швидко став одним із лідерів команди. У 2001 році визнаний кращим футболістом Миколаївської області. У сезоні 2001—2002 року став кращим бомбардиром команди, забивши у ворота суперників 13 м'ячів, за що отримав від міського голови у подарунок квартиру. Проте в сезоні 2002—2003 років Скрипка втратив місце в основі, та переважно грав у фарм-клубі миколаївців «Олімпія ФК АЕС» у другій лізі.
У другій половині 2003 року Володимир Скрипка став футболістом команди другої ліги «Водник» з Миколаєва. У 2004 році футболіст грав у командах другої ліги «Електрометалург-НЗФ» і «Кримтеплиця», після чого закінчив виступи у професійних клубах. З 2005 року Скрипка грав спочатку за аматорську команду «Цюрупинськ» з однойменного міста, а потім за команду «Радсад» з однойменного селища. у цій команді футболіст став кращим бомбардиром першості області. З 2006 року Володимир Скрипка грав за аматорську команду «Торпедо» з Миколаєва. Після завершення виступів на футбольних полях Скрипка кілька років працював у команді адміністратором. Пізніше колишній футболіст став тренером у СДЮСШОР «Миколаїв», де він сам розпочав займатися футболом.